# Johann Joseph von Görres
Johann Joseph von Görres (født 25. januar 1776, død 29. januar 1848) var en tysk politisk forfatter, orientalist og litteraturhistoriker.

## Revolutionstilhænger
Görres blev født i Koblenz. Han påvirkedes tidlig af den Franske revolution, optrådte som dens begejstrede talsmand og udgav et tidsskrift, Das Rothe Blatt. Da dette var blevet undertrykt af Direktoriet, efter at Rhin-egnene var blevet besatte af de franske, begyndte han et nyt, Rübezahl, hvori han stadig gjorde opmærksom på de franske kommissærers misgreb. 1799 sendtes han med andre i en deputation til Paris for at få de 1797 til Frankrig afståede Rhin-landes forhold ordnede, helst som særlig republik.
Men da han kom til Paris, fandt han Republikken i fuld opløsning og Napoleon i besiddelse af al magt i landet. Han så fra nu af i Napoleon en afskyelig tyran; hans begejstring for de franske republikanere kølnedes ligeledes stærkt, og han blev snart ivrig tysk.

## Fortaler for Tyskland
Hjemkommen tog han fat på sine afbrudte naturhistoriske og naturfilosofiske studier. 1806 holdt han i Heidelberg forelæsninger over fysik og knyttedes her nøje til Ludwig Achim von Arnim og Clemens Brentano, under hvis indflydelse han ivrig begyndte at studere tysk middelalderlig litteratur, senere tillige østerlandske sprog, særlig persisk, hvis digterværker han stræbte at sætte sig ind i; frugterne heraf nedlagde Görres i Die deutschen Volksbücher  (1807) og Mythengeschichte der asiatischen Welt (2 bd, 1810).
Napoleons uheld bragte ham atter ind på politikken. I januar 1814 begyndte Görres i Koblenz Rheinischer Merkur, et dagblad, som vakte umådelig opmærksomhed og fik stor indflydelse, således at Napoleon kaldte den "une cinquiéme puissance". På grund af hans fortjeneste af den tyske nations rejsning udnævntes han 1814 til direktør for den offentlige undervisning i Rhin-provinserne; men da han efter Napoleons fald vendte sin hvasse opposition imod den tyske reaktion, særlig imod Preussen, undertryktes først hans blad, og da han bl.a. stillede sig i spidsen for en deputation til kongen af Preussen med bøn om, at der måtte gives en fri forfatning, blev han afsat.
Görres fortsatte nu sine persiske studier, særlig af Firdausi, hvis Schah-Nameh var udkommen 1811 i originalsproget, og der tilkommer Görres æren for først af alle at have givet en tro udsigt over indholdet af dette storartede digterværk, ledsaget af en delvis oversættelse: (Das Heldenbuch von Iran ans dem Schah-Nameh des Firdusi, 2 bind, 1820). Samtidig vedblev han sine voldsomme angreb på reaktionen, særlig i sin: Deutschland und die Revolution (1820), hvad der havde til følge, at der udstedtes en arrestordre imod ham. I yderste øjeblik reddede han sig ved flugten, kom til Strassburg, derpå til Schweiz og til sidst til Bayern.

## Sidste år i Bayern
I sine følgende skrifter Europa und die Revolution (1821), Die heilige Allianz (1822) og allermest i Swedenborg, seine Visionen und sein Verhältniss zur Kirche (1827) pegede han stadig bestemtere hen på katolicismen som eneste faste holdepunkt. Ludwig 1. af Bayern gjorde ham 1826 til professor i historie ved universitet i München, hvor han virkede til sin død. Han vedblev at bekæmpe Preussen, bl.a. da ærkebispen af Köln 1837 var blevet afsat, således i sin: Athanasius (4. opl., 1838), der fremkaldte modskrifter såvel af katolikker som af protestantiske teologer, hvem han snart gav tilsvar: Die Triarier Leo, Marheineke und Bruno (1838). Görres udgav Die christliche Mystik (1836—42 i 4 bind, ny udgave 1879 i 5 bind) og forberedte en verdenshistorie fra katolsk standpunkt, hvoraf han kun fik udgivet nogle prøver.
Görres har desuden skrevet mangfoldige andre skrifter og afhandlinger, bl.a. i Historisch politische Blätter, der udgaves i München af hans søn. Hans samlede værker udgav hans datter Marie Görres (7 bind, 1854-59), hvortil 1874 Binder føjede 2 bind Freundesbriefe; 1891 udkom hans Vorträge über Encyclopädie und Methodologie des Akademischen Unterrichts 1841—42. Til ære for Görres stiftedes 1876 Görres-Gesellschaft til fremme af katolsk videnskabelighed med sæde i Bonn; det udsætter prisopgaver, udgiver et Staatslexikon, Quellen und Forschungen aus dem Gebiete der Geschichte og tidsskrifterne: Historisches og Philosophisches Jahrbuch.